# Atanasio Cavalli
Atanasio Cavalli (Asti, 1729 – Roma, 10 ottobre 1797) è stato un religioso e astronomo italiano, dalla personalità poliedrica, si è cimentato anche come poeta ed ha insegnato fisica e filosofia morale in vari istituti.

## Biografia
Di origine astigiana, abate appartenente all'ordine dei padri Carmelitano Calzati, iniziò la professione dell'insegnamento presso il convento dei Carmelitani a Torino ed in seguito all'Università di Malta. Nel 1770 chiese ed ottenne la secolarizzazione e si trasferì a Roma dove fu docente di fisica e poi di filosofia morale all'Università gregoriana.
A Roma Cavalli conobbe Francesco Caetani fondatore nel 1778 di un suo osservatorio astronomico e meteorologico presso il suo palazzo in via delle Botteghe Oscure. L'Osservatorio Caetani fu uno dei più rinomati di Roma diretto dapprima dall'abate Luigi De Cesaris, allievo di Audifreddi a Roma e di Slop a Pisa, dal matematico e astronomo portoghese Eusebio da Veiga, già direttore dell'Osservatorio del collegio dei Gesuiti di Lisbona e ultimo professore dell'Aula de Esfera, e poi da Atanasio Cavalli. Questi ultimi due astronomi si impegnarono nella raccolta di una serie di osservazioni astronomiche pubblicate nelle Effemeridi Romane.
A lui va dato il merito del perfezionamento dell'anemoscopio, inventò l'anemometro ed il sismoscopio a mercurio che oltre le scosse del terremoto registrava anche l'ora in cui era avvenuto.
Il 14 gennaio 1784 divenne socio dell'Accademia delle scienze di Torino.
Pubblicò anche alcune opere in versi.
Morì a Roma il 10 ottobre 1797.

## Pubblicazioni
- Lettere di Filalete accademico libero, Torino 1764
- Del fulmine e della sicura maniera di evitarne gli effetti. Dialoghi tre, Milano 1766
- Il Vesuvio, poemetto storico-fisico, Milano 1776
- Un poemetto per l'acclamazione a Pastori Arcadi dei Principi di Piemonte, Roma 1776
- Orazione latina in morte del Re di Portogallo, Roma 1776
- Lettere Meteorologiche, volume 2, Roma 1785